# Bärbel Wilde
Bärbel Wilde (* 15. Oktober 1950 in Bocholt) ist eine deutsche evangelische Pfarrerin, Autorin und Referentin. Sie wurde durch die „Gemeindetage unter dem Wort“, als Rednerin von Evangelisationen und Autorin christlicher Literatur bekannt.

## Leben
Wilde besuchte von 1960 bis 1969 das Geschwister-Scholl-Gymnasium Lüdenscheid. Von 1969 bis 1974 studierte sie in Münster, Tübingen und Erlangen evangelische Theologie. Das Studium schloss sie 1974 mit dem ersten theologischen Examen ab und arbeitete danach als Vikarin ein Jahr bei der Deutschen Zeltmission, in deren Vorstand sie später bis 1996 tätig war. 1976 legte sie das zweite theologischen Examen ab. Von 1977 bis zu ihrem Ruhestand 2008 arbeitete sie als Pfarrerin der Evangelischen Kirche von Westfalen an der Christuskirche in Lüdenscheid. Neben ihrer Tätigkeit als Pfarrerin veröffentlichte Wilde verschiedene Bücher zu christlichen Themen im Johannis-Verlag.

## Ehrenämter
Als berufenes Mitglied war Wilde Stellvertreterin von Fernsehmoderator Peter Hahne in der 10. Synode der EKD. Seit dem 2. Februar 2008 ist sie im Präsidium von World Vision Deutschland. Sie ist Vorsitzende des Trägerkreises der Lüdenscheider „Gemeindetage unter dem Wort“, eine evangelistische Veranstaltungsreihe, die sie zusammen mit Pfarrer Paul Deitenbeck in den 1970er Jahren aufgebaut und federführend organisiert hat. 20 Jahre lang hielt sie Morgenandachten im WDR sowie mehrere ZDF-Fernsehgottesdienste. Sie war von 1975 bis 2016 Vorstandsmitglied des Christlichen Medienverbundes KEP, dem sie von 1997 bis 2002 vorsaß, leitete von 1997 bis 2007 die Arbeitsgemeinschaft Biblische Frauenarbeit, deren stellvertretende Vorsitzende sie bis zur Auflösung der Arbeitsgemeinschaft 2018 war. Wilde war bis 2014 Vorsitzende der evangelischen Allianz in Lüdenscheid. Ab 2010 bis 2019 war sie Mitglied im Aufsichtsrat des christlichen Spartensenders ERF-Medien in Wetzlar.

## Veröffentlichungen
- als Hrsg.: Einladender Glaube. Schriftenmissions-Verlag, Gladbeck 1980, ISBN 3-7958-0849-9.
- Volltreffer: wie man Lebenschancen nutzt. Hänssler Verlag, Neuhausen-Stuttgart 1986, ISBN 3-7751-1094-1.
- Lydia: zum Leben befreit. Hänssler Verlag, Neuhausen-Stuttgart 1992, ISBN 3-7751-1755-5.
- Ein Tag der Freude. Bildband und CD mit Musiktiteln vom Wir-singen-für-Jesus-Chor. Johannis-Verlag, Lahr 1995, ISBN 3-501-05031-3.
- Wo warst du, Gott? Johannis-Verlag, Lahr/Schwarzwald 2007, ISBN 978-3-501-05131-3.
- Eine Kerze für jeden Tag: Licht für den Weg. Johannis-Verlag, Lahr/Schwarzwald 2009, ISBN 978-3-501-06238-8.
- Vorsicht, Geisterfahrer: Geschichten für Teens, MediaKern-Verlag, Wesel 2014, ISBN 978-3-8429-2014-9.